# Бельведер (Варшава)
Бельведерский дворец — дворец в Варшаве, находится на Бельведерской аллее близ Лазенковского дворца.

## История
На месте современного дворца раньше стояло несколько зданий. Первый дворец был построен на этом месте в 1662 году великим канцлером литовским Криштофом Пацем для его жены, происходившей из рода Ласкарисов; в 1764 году он перешёл от рода Ласкарисов к стольнику литовскому Станиславу Понятовскому, который разместил в нём после своего вступления на престол фаянсовую фабрику. После 1798 года он перешёл в собственность Онуфрия Кицкого, передавшего его своей дочери Терезии, а она продала его в 1818 году русскому правительству, по распоряжению которого он был разрушен.
Современное здание построено в 1824 году архитектором Якубом Кубицким по поручению и на средства русского правительства. Во дворце жил великий князь Константин Павлович. 29 ноября 1830 года во время польского восстания во дворец ворвалась группа заговорщиков с намерением убить великого князя, но он был предупреждён и успел скрыться. Впоследствии дворец служил резиденцией русского императора Николая Павловича во время пребывания в Варшаве.
После восстановления польской независимости в 1918 году, дворец стал резиденцией главы Польши Пилсудского, который умер там в 1935 году. Во время немецкой оккупации Польши в сентябре 1939 — январе 1945 годов здание было перестроено для генерал-губернатора Ганса Франка. В 1945—1952 гг. дворец служил резиденцией президента страны Болеслава Берута. В настоящее время дворец является одной из резиденций президента Польши.
Дворец изображён на бутылках элитной польской водки «Belvedere».
Также изображение дворца помещалось на стандартной почтовой марке Польши в 25 грошей образца 1935 года.